# 五日市町 (東京都)
五日市町（いつかいちまち）は、東京都の西部、西多摩郡に属していた町。1995年（平成7年）9月1日に秋川市と合併してあきる野市となっている。

## 概要
- 東京都心から56km西の西多摩郡に位置し、秋川の流域沿いに開けた山間部の町[2][3]。コンニャク栽培が盛んである[2]。

## 地理
- 河川：秋川

### 気候・降水量
- 平均気温が11.2℃であり、東京都 内では低い方に位置する。降水量は都内の全自治体の平均以上である。[3]

### 隣接していた自治体
- 秋川市
- 八王子市
- 青梅市
- 西多摩郡日の出町
  - 奥多摩町
  - 檜原村

## 行政

### 歴代町長
合併前
- 馬場徳兵衛　1889年6月 - 1889年10月
- 佐藤新平　1889年11月 - 1891年6月
- 馬場勘左衛門　1891年6月 - 1898年5月
- 松本伴次郎　1898年9月 - 1902年9月
- 野村長吉　1903年2月 - 1910年4月
- 岸忠左衛門　1910年6月 - 1919年8月
- 小川善右衛門　1919年10月 - 1921年7月
- 岸忠左衛門　1921年8月 - 1923年8月
- 内山重太郎　1924年4月 - 1930年7月
- 土方乾之助　1930年8月 - 1933年3月
- 内山亀之助　1933年4月 - 1945年4月
- 天野正平　1945年4月 - 1946年12月
- 森谷勇吉　1947年4月 - 1949年1月
- 深沢誠一　1949年3月 - 1951年4月
- 星野良一　1951年5月 - 1955年3月

合併後
- 森谷勇吉　1955年4月 - 1959年4月
- 谷合昇　1959年4月 - 1967年4月
- 岸義一　1967年4月 - 1975年4月
- 栗原昇作　1975年4月 - 1987年4月
- 田中雅夫　1987年4月 - 1995年9月1日

### 町木・町花・町鳥
- 町木 - ヒノキ
- 町花 - ウメ
- 町鳥 - セキレイ

### 町章・町旗
- 1965年10月に制定。「五」を円形にしたもので、円は「和」を象徴する[2][4]。

## 歴史
古くは木炭産業で栄えた町だった。戦国時代末期に檜原の木炭を農家が軒先で売り出したのが木炭市場の始まりである。だが、昭和の頃にはすっかり木炭産業は衰退してしまった。
- 1889年（明治22年）4月1日 - 町村制施行により、神奈川県西多摩郡五日市町、小中野村が合併し西多摩郡五日市町が成立。
- 1893年（明治26年）4月1日 - 西多摩郡が南多摩郡、北多摩郡と共に東京府へ編入。
- 1918年（大正7年）12月1日 - 三ッ里村、明治村と合併し五日市町を新設。
- 1925年（大正14年）4月21日 - 五日市鉄道（現在の五日市線）が開業。
- 1943年（昭和18年）7月1日 都制施行により、東京府、東京市が統合し東京都を新設。
- 1955年（昭和30年）4月1日 - 増戸村、戸倉村、小宮村が合併。
- 1965年（昭和40年）10月 - 町章を制定する[2][4]。
- 1995年（平成7年）9月1日 - 秋川市と合併、あきる野市新設に伴い廃止[1]。
  - 五日市町役場庁舎はそのままあきる野市役所五日市出張所として現在も使用されている。

### 行政区域変遷
- 変遷の年表

| 五日市町町域の変遷（年表） | 五日市町町域の変遷（年表） | 五日市町町域の変遷（年表） |
| 年                         | 月日                       | 旧五日市町町域に関連する行政区域変遷 |
| -------------------------- | -------------------------- | --- |
| 1889年（明治22年）         | 4月1日                     | 町村制施行により、以下の村が発足。 - 五日市町 ← 五日市町・小中野村 - 明治村 ← 館谷村・入野村・深沢村と五日市町の一部 - 三ッ里村 ← 高尾村・留原村・小和田村 - 増戸村 ← 山田村・伊奈村・網代村・横沢村・三内村 - 戸倉村 ← 戸倉村と乙津村の一部 - 小宮村 ← 乙津村・養沢村 |
| 1893年（明治26年）         | 4月1日                     | 西多摩郡は南多摩郡・北多摩郡とともに東京府へ編入。東京府の水源の確保のためにこの編成が行われた。 |
| 1918年（大正7年）          | 12月1日                    | 五日市町・明治村・三ッ里村が合併し五日市町が発足。 |
| 1943年（昭和18年）         | 7月1日                     | 都制施行により、東京府、東京市が合併し東京都が発足。 |
| 1955年（昭和30年）         | 4月1日                     | 五日市町・増戸村・小宮村・戸倉村とともに合併し、五日市町が発足。 |
| 1995年（平成7年）          | 9月1日                     | 五日市町は秋川市と合併しあきる野市が発足。五日市町は消滅。 |

- 変遷表

| 五日市町町域の変遷表 | 五日市町町域の変遷表 | 五日市町町域の変遷表 | 五日市町町域の変遷表 | 五日市町町域の変遷表    | 五日市町町域の変遷表    | 五日市町町域の変遷表     | 五日市町町域の変遷表 |
| 1868年 以前          | 1868年 以前          | 明治元年 - 明治22年  | 明治22年 4月1日      | 明治22年 - 昭和19年     | 昭和20年 - 昭和64年     | 平成元年 - 現在          | 現在                 |
| -------------------- | -------------------- | -------------------- | -------------------- | ----------------------- | ----------------------- | ------------------------ | -------------------- |
|                      | 小中野村             | 小中野村             | 五日市町             | 大正7年12月1日 五日市町 | 昭和30年4月1日 五日市町 | 平成7年9月1日 あきる野市 | あきる野市           |
|                      | 五日市村             | 明治12年 五日市町    | 五日市町             | 大正7年12月1日 五日市町 | 昭和30年4月1日 五日市町 | 平成7年9月1日 あきる野市 | あきる野市           |
|                      | 五日市村             | 明治12年 五日市町    | 明治村               | 大正7年12月1日 五日市町 | 昭和30年4月1日 五日市町 | 平成7年9月1日 あきる野市 | あきる野市           |
|                      | 館谷村               |                      |                      | 大正7年12月1日 五日市町 | 昭和30年4月1日 五日市町 | 平成7年9月1日 あきる野市 | あきる野市           |
|                      | 入野村               |                      |                      | 大正7年12月1日 五日市町 | 昭和30年4月1日 五日市町 | 平成7年9月1日 あきる野市 | あきる野市           |
|                      | 深沢村               |                      |                      | 大正7年12月1日 五日市町 | 昭和30年4月1日 五日市町 | 平成7年9月1日 あきる野市 | あきる野市           |
|                      | 高尾村               | 高尾村               | 三ッ里村             | 大正7年12月1日 五日市町 | 昭和30年4月1日 五日市町 | 平成7年9月1日 あきる野市 | あきる野市           |
|                      | 留原村               |                      | 三ッ里村             | 大正7年12月1日 五日市町 | 昭和30年4月1日 五日市町 | 平成7年9月1日 あきる野市 | あきる野市           |
|                      | 小和田村             |                      | 三ッ里村             | 大正7年12月1日 五日市町 | 昭和30年4月1日 五日市町 | 平成7年9月1日 あきる野市 | あきる野市           |
|                      | 山田村               | 山田村               | 増戸村               | 増戸村                  | 昭和30年4月1日 五日市町 | 平成7年9月1日 あきる野市 | あきる野市           |
|                      | 伊奈村               |                      | 増戸村               | 増戸村                  | 昭和30年4月1日 五日市町 | 平成7年9月1日 あきる野市 | あきる野市           |
|                      | 網代村               |                      | 増戸村               | 増戸村                  | 昭和30年4月1日 五日市町 | 平成7年9月1日 あきる野市 | あきる野市           |
|                      | 横沢村               |                      | 増戸村               | 増戸村                  | 昭和30年4月1日 五日市町 | 平成7年9月1日 あきる野市 | あきる野市           |
|                      | 三内村               |                      | 増戸村               | 増戸村                  | 昭和30年4月1日 五日市町 | 平成7年9月1日 あきる野市 | あきる野市           |
|                      | 戸倉村               | 戸倉村               | 戸倉村               | 戸倉村                  | 昭和30年4月1日 五日市町 | 平成7年9月1日 あきる野市 | あきる野市           |
|                      | 乙津村               |                      | 戸倉村               | 戸倉村                  | 昭和30年4月1日 五日市町 | 平成7年9月1日 あきる野市 | あきる野市           |
|                      | 小宮村               | 小宮村               |                      |                         | 昭和30年4月1日 五日市町 | 平成7年9月1日 あきる野市 | あきる野市           |
|                      | 小宮村               | 小宮村               | 養沢村               |                         | 昭和30年4月1日 五日市町 | 平成7年9月1日 あきる野市 | あきる野市           |

## 交通

### 鉄道
- 東日本旅客鉄道
  - ■五日市線
    - 武蔵増戸駅 - 武蔵五日市駅

### バス
- 西東京バス五日市営業所

### 道路
- 主要地方道
  - 東京都道7号杉並あきる野線
  - 東京都道31号青梅あきる野線
  - 東京都道32号八王子五日市線
  - 東京都道33号上野原あきる野線
  - 東京都道61号山田宮の前線
- 一般都道
  - 東京都道165号伊奈福生線
  - 東京都道185号山田平井線
  - 東京都道201号十里木御嶽停車場線

## 著名人
- 宮﨑勤 - 東京・埼玉連続幼女誘拐殺人事件加害者
- 千葉卓三郎 - 五日市憲法起草者（勧能学校に勤務時）